# Gare de Tarascon-sur-Ariège
Ne doit pas être confondu avec Gare de Tarascon (Bouches-du-Rhône)
La gare de Tarascon-sur-Ariège est une gare ferroviaire française de la ligne de Portet-Saint-Simon à Puigcerda (frontière), située sur le territoire de la commune de Tarascon-sur-Ariège, dans le département de l'Ariège, en région Occitanie.
Elle est mise en service en 1877 par la Compagnie des chemins de fer du Midi et du Canal latéral à la Garonne. C'est une gare de la Société nationale des chemins de fer français (SNCF), desservie par des trains de grandes lignes, qui circulent sur l'axe transpyrénéen oriental permettant une relation de Paris et Toulouse à Barcelone (avec un changement de train à la frontière) en traversant la chaîne des Pyrénées, et par des trains régionaux TER Occitanie.

## Situation ferroviaire
Établie à 472 m d'altitude, la gare de Tarascon-sur-Ariège, qui dépend de la région ferroviaire de Toulouse, est située au point kilométrique (PK) 97,982 de la ligne de Portet-Saint-Simon à Puigcerda (frontière), entre les gares ouvertes au trafic voyageurs de Foix (s'intercale la gare fermée de gare de Saint-Paul-Saint-Antoine) et des Cabannes.
Elle est équipée de deux quais : le quai 1 dispose d'une longueur utile de 236 m pour la voie 1 et le quai 2 d'une longueur utile de 177 m pour la voie 2.

## Histoire
La gare de Tarascon-sur-Ariège est mise en service le 20 août 1877 par la Compagnie des chemins de fer du Midi et du Canal latéral à la Garonne lorsqu'elle ouvre la section de Foix à Tarascon. Elle est une gare terminus jusqu'à l'ouverture de la section suivante, entre Tarascon et Ax les Thermes le 22 avril 1888.
En 2014, selon les estimations de la SNCF, la fréquentation annuelle de la gare était de 54 930 voyageurs.

## Fréquentation
De 2015 à 2023, selon les estimations de la SNCF, la fréquentation annuelle de la gare s'élève aux nombres indiqués dans le tableau ci-dessous:
| Année           | 2015   | 2016   | 2017   | 2018   | 2019   | 2020   | 2021   | 2022   | 2023   |
| --------------- | ------ | ------ | ------ | ------ | ------ | ------ | ------ | ------ | ------ |
| Voyageurs seuls | 49 294 | 47 721 | 52 028 | 41 781 | 49 041 | 26 876 | 49 388 | 75 613 | 97 437 |

## Service des voyageurs

### Accueil
Gare SNCF, elle dispose d'un bâtiment voyageurs, avec guichet, ouvert tous les jours.

### Desserte
Tarascon-sur-Ariège est desservie quotidiennement par le train Intercités de nuit qui circule entre les gares de Paris-Austerlitz et Latour-de-Carol - Enveitg. Elle est également une gare régionale desservie par des trains TER Occitanie qui effectuent des missions entre les gares de Toulouse-Matabiau et de Latour-de-Carol - Enveitg.

### Intermodalité
Un parking est aménagé à ses abords. La gare est desservie : par des cars à tarification SNCF (lignes : Pamiers - Ax-les-Termes et Tarascon - Ax-les-Termes) et par des bus de la SALT à destination d'Auzat (uniquement le vendredi).

## Service des marchandises
C'est une gare de la zone fret du Sud Ouest, code 611590 Fret SNCF, qui dispose d'un service limité aux trains massifs en gare.